# Рубио, Мария
Мария Рубио (исп. Maria de Jesus Rubio Tejero; 20 сентября 1934, Тихуана, Мексика — 1 марта 2018, Мехико) — мексиканская актриса театра и кино.

## Биография
Мария Рубио родилась 20 сентября 1934 года в Тихуане, в семье Олайо Рубио и Марии Техеро. Была единственным ребёнком в семье. В возрасте 4-х лет у неё было обнаружено сердечное заболевание, из-за которого будущая актриса не могла пойти учиться. Во время болезни она научилась дома читать и писать. Болезнь отступила в возрасте 9 лет, и Марии удалось поступить в первый класс. Актриса также пострадала от последствий Гражданской войны в Испании, когда вместе с родителями отправилась на отдых в Сан-Себастьян. Обратно им удалось выехать только спустя 10 лет. В 1947 году, в возрасте 13 лет, Мария Рубио поступила в Колледж в Оксфорде, а позже в школу театрального искусства и стала театральной актрисой. В 1966 году дебютировала в кино и телесериалах и с тех пор снялась в 45 проектах.
Мария внесла вклад в развитие мексиканского кинематографа. Популярность актрисе принесла роль Каталины Криль в телесериале «Волчье логово».
В 2011 году актриса ушла на пенсию по состоянию здоровья. 5 раз Мария была номинирована на премии TVyNovelas и ACE, получив четыре из них.
Мария скончалась 1 марта 2018 года в Мехико.

## Личная жизнь
В течение 40 лет была замужем за писателем и сценаристом Луисом Рейесом де Маза (1932—2014), в браке родились двое детей — режиссёр Клаудио Рейес Рубио и Адриана Рубио, но после долгих лет брака пара развелась. Племянник актрисы — актёр Франсиско Рубио.

## Фильмография

### Мексика
Televisa
- 1969 — Слабина
- 1970 — Конституция — Мария.
- 1971 — Итальянка собирается замуж — Елена.
- 1972 — Меня зовут Мартина Сола
- 1973 — В тумане — Сусан.
- 1973 — Небесная Ана — Надия.
- 1975 — Чудо жизни
- 1977—1978 — Рина — Рафаэла.
- 1978 — Сумасшедшая суббота
- 1978 — Пылающие страсти — Лидия.
- 1980 — Колорина — Ами.
- 1981 — Право на рождения — Клеменсия.
- 1984 — Ты — моя судьба — Урсула.
- 1986—1987 — Волчье логово — Каталина Криль де Лариос.
- 1994 — Кристальная империя — Ливия Арисменди де Ломбардо.
- 1997 — Любимый враг — Рейнальда.
- 1997 — Материнское чувство — Мать Сариты.
- 1999 — Цыганская любовь — Изольда.
- 1999—2000 — Лабиринты страсти — Офелия.
- 2001—2002 — Страсти по Саломее — Лукресия Монтесино.
- 2002—2003 — Да здравствует дети!
- 2006 — Два лица страсти — Грасиэла.
- 2005—2011 — Соседи (4 сезона)
- 2008 — н. в. — Роза Гваделупе (6 сезонов) — Кристинита

Телефильмы
- 1990 — Двустороннее зеркало — бабушка.

Фильмы
- 1979 — Сорок лет без секса — Эмилия.
- 1981 — Почему так трудно найти любовь?
- 1998 — Вне закона

### Германия
- 1981 — Кровавая луна (совм. с Испанией) — Мария Гонсалес.